# Kwekerij

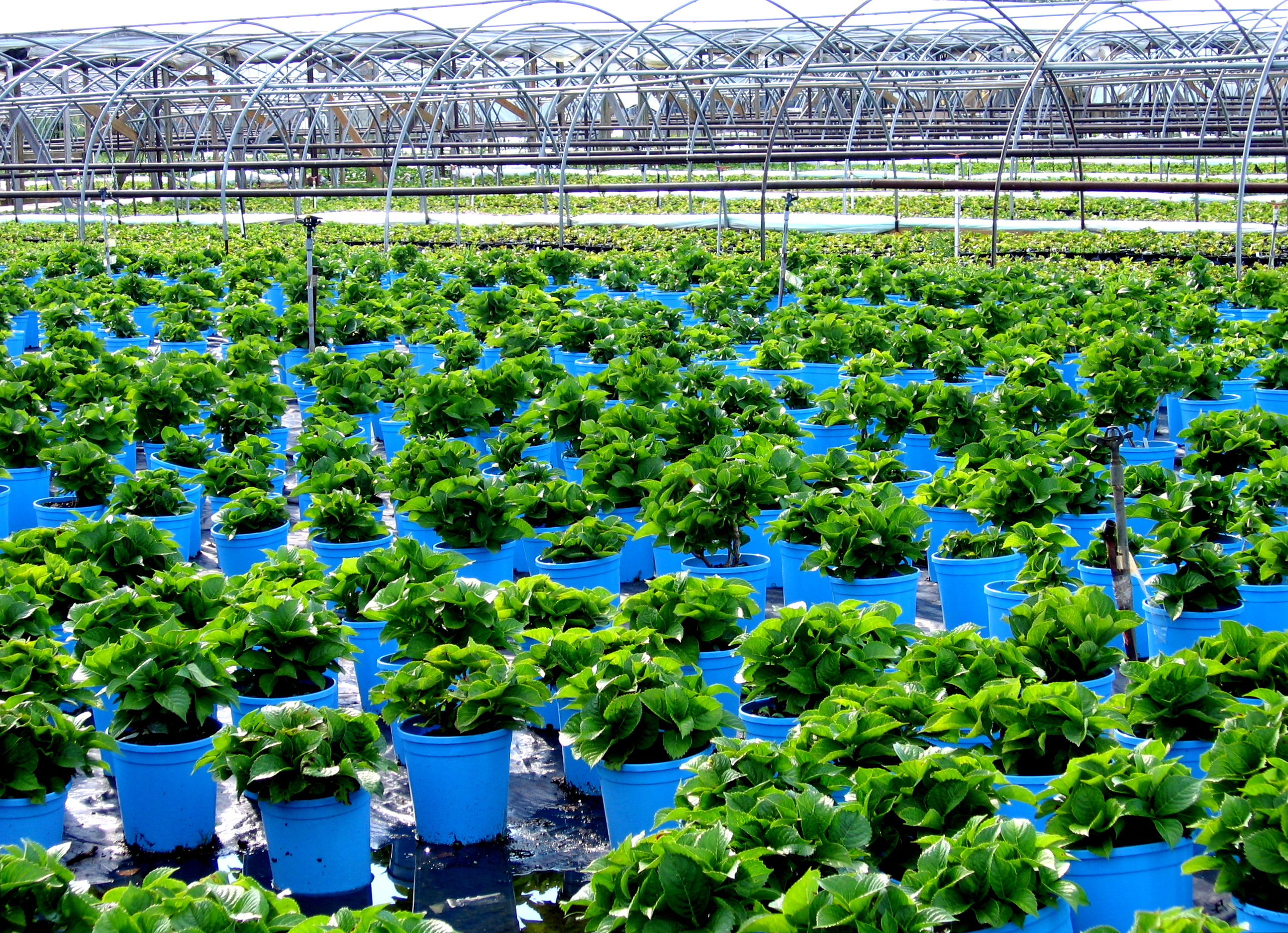
Planten in een kwekerij

Een kwekerij is de algemene term voor een plaats waar iets gekweekt wordt. Dit omvat zowel het kweken van planten (telen) als het kweken van dieren (fokken). Het kweken van dieren is een term die hoofdzakelijk in Vlaanderen gangbaar is. In Nederland spreekt men van het fokken van dieren, behalve bij o.a. vissen en insecten. Andere benamingen voor een kwekerij die vooral in Nederland gangbaar zijn, zijn tuinderij of tuin en fokkerij (voor dieren).
Het kweken op een kwekerij gebeurt om verscheidene redenen:
- voor het verkopen van de plant of het dier (land- en tuinbouwbedrijven)
- voor het verkopen van een deel van de plant of het dier (bv. het zaad, de vrucht, de wol of de eieren)
- voor het vermeerderen van de plant of het dier (vermeerderingsbedrijf varkens, kwekerij van uitgangsmateriaal voor de boomkwekerij enz.)
- vanuit wetenschappelijke overwegingen (testdieren, onderzoek op planten enz.)

## Kwekerijen van planten

### Groenten en fruit
Deze kwekerijen kweken planten (of een deel van de plant) voor menselijke (of dierlijke) consumptie. Zowel landbouwers als tuinbouwers kweken groenten of fruit. De volgende fruit- en groentesoorten worden het meest gekweekt in België en Nederland:
|                         | Nederland (2013) | Nederland (2013)        | België (2012) | België (2012) |
| ----------------------- | ---------------- | ----------------------- | ------------- | ------------- |
| productie (in milj. kg) | areaal (ha)      | productie (in milj. kg) | areaal (ha)   |               |
| Aardbeien               | 49,7             | 1802                    | 48,7          | 1610          |
| Tomaten                 | 805              | 1768                    | 231,8         | 441           |
| Paprika's               | 345              | 1244                    | 25,4          | 85            |
| Witlof                  | 52               | 3357                    | 39,1          | 719           |
| Kropsla                 | 92,5             | 3475                    | 97,2          | 342           |
| Komkommers              | 410              | 615                     | 20,1          | 29            |

Aardbeien worden zowel in open veld gekweekt, in plastic tunnels en in plastic en glazen kassen (B: serres). Momenteel beslaat de grootste oppervlakte nog open veld maar de teelt in kassen is snelgroeiend. De teelt in kassen laat toe aardbeien te oogsten van februari tot en met eind december. De planten worden geteeld in bakken of potten gevuld met een substraat (potgrond). Voorheen werd er ook geteeld in zakken, gevuld met potgrond, maar deze manier van kweken is vrijwel beëindigd, dit omwille van de moeilijke verwerking van de teeltzakken na de oogst. De meest gekweekte aardbeirassen zijn Elsanta, Sonata en Darselect. De oogst van aardbeien kent een duidelijke piek in de maanden mei, juni en juli; 65% van het volume wordt in die maanden geoogst.
Tomaten worden altijd in kassen geteeld. Ze groeien in steenwolblokken die in een goot staan, zodat de watergift en het toedienen van meststoffen geautomatiseerd kan worden. De planten worden opgebonden. Nederland is de op een na de grootste tomatenproducent van de wereld. De productie in de landen rond de Middellandse zee groeit sneller dan in Nederland en België. In het ruime assortiment dat gekweekt wordt onderscheiden we de klassieke tomaat (vleestomaat, grotere trostomaten e.d.), de Bourgondische tomaten (trostomaten), de Mediterrane tomaten (pruimtomaten, coeur de Boeuf enz.) en de snack of aperitieftomaten (cherrytomaatjes, kleine pruimtomaatjes enz.). Een gemiddeld Nederlands tomatenbedrijf teelde op een oppervlakte van 5,4 ha (2013), een verdubbeling t.o.v. 2003. De teelt van tomaten kent zijn piek in de maanden juni, juli en augustus; 50% van het volume wordt dan geoogst.
Paprika's worden steeds in warme kassen gekweekt. Ze zijn de op een na belangrijkste glastuinbouwteelt in Nederland. De Belgische productie is aanzienlijk lager. De planten worden net als tomaten opgebonden en groeien in steenwolblokken. Ze worden geteeld in diverse kleuren waarvan de gele, rode en groene paprika het meest geproduceerd worden.
Witloof of witlof wordt in kweekcellen geteeld. De teelt begint bij het zaaien in mei van de wortels die als uitgangsmateriaal zullen dienen voor de kweek van het eigenlijke witloof. Dit gebeurt in vollegrond. De wortels worden gerooid in de herfst en kunnen vrijwel direct opgezet worden. De meeste wortels worden in koelcellen bewaard om ze zo het ganse jaar beschikbaar te hebben. De wortels worden ingetafeld (in open bakken geplaatst) en gestapeld in de kweekcellen. Daar ontwikkelen zich de kroppen in een drietal weken. Vervolgens worden ze gesneden. Tijdens de groei loopt er water van de bovenste bak via alle tussenliggende naar de onderste bak. Op die manier kunnen ook meststoffen meegegeven worden. Kwekers kunnen het ganse jaar witloof aanbieden maar de winterproductie ligt steeds hoger dan de zomerproductie. De witloofteelt is gegroeid in de regio rond Brussel en op heden zit de grootste productie in Frankrijk, België en Nederland.

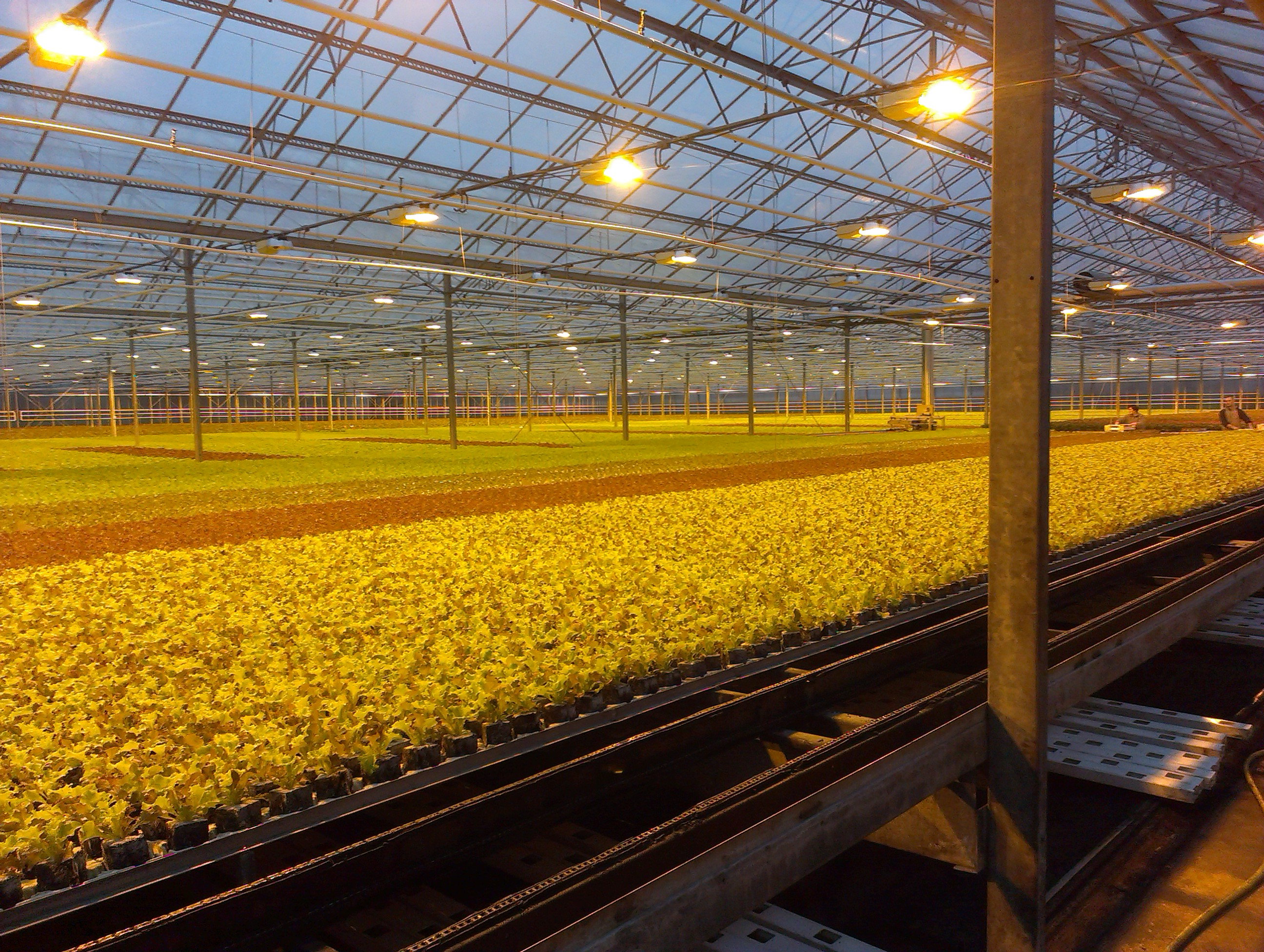
slateelt (MGS) met kunstlicht

Kropsla wordt gekweekt in open lucht en onder beschermde teelt (glas of plastic). De openluchtteelt loopt terug. Een beschermde teelt kan het ganse jaar sla produceren. De jongste jaren is er een nieuwe teelttechniek in opmars: het telen van sla op mobiele goten (MGS) of op platen die drijven in waterbassins. Het voordeel van deze teelttechniek is het efficiënter gebruik van de beschikbare oppervlakte en het water, het dagelijks planten en oogsten (betere arbeidsspreiding en constante handel) en een betere controle over de residu's in de plant. Vooral dit laatste argument dwingt een kweker in volle grond tot extra maatregelen (zoals het ontsmetten van zijn grond). Op die manier wordt de sla soms met perspot aangeboden aan de klant. Deze nieuwe techniek, telen op water, is echter een grote investering voor de kweker. De grootste hoeveelheid sla wordt geoogst in maart en april. Sla wordt gekweekt in gans Europa.
Komkommers worden in verwarmde kassen gekweekt. Ze worden opgebonden en worden twee tot drie keer per jaar aangeplant. Voor de bestuiving worden bijen uitgezet in de kassen. Een oogstrijpe komkommer weegt ongeveer 400 gram. Op de kwekerijen worden de komkommers gesorteerd volgens gewicht. De Nederlandse komkommerteelt is het laatste decennium vrij constant. De sector kende in 2011 een echt crisisjaar naar aanleiding van de EHEC-bacterie.

### Sierteelt
Onder sierteelt wordt verstaan: de teelt van planten voor decoratieve doeleinden. De sierteeltsector kan onderverdeeld worden in volgende categorieën:

#### Boomkwekerij

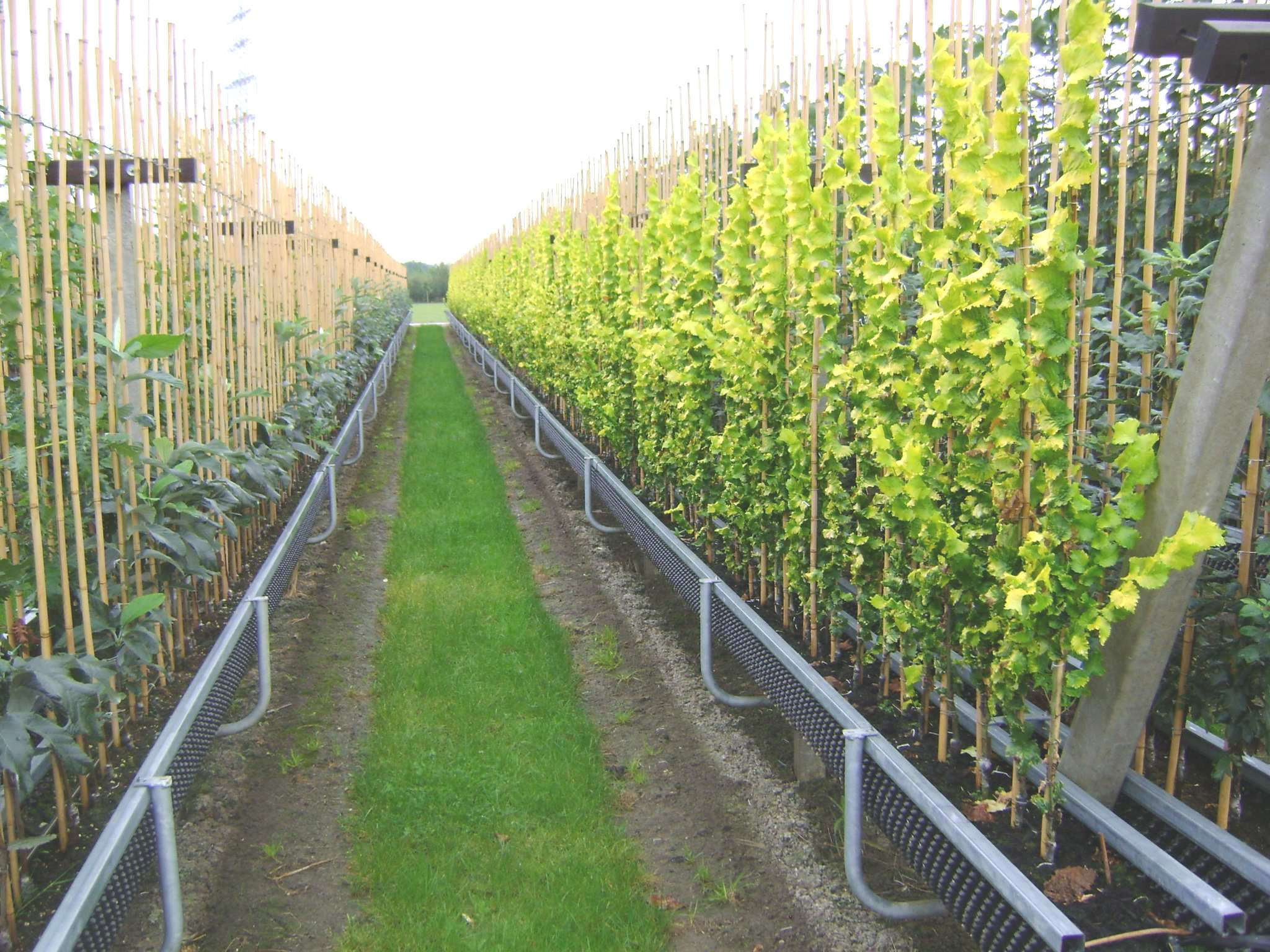
Een boomkwekerij met teeltgoten voor kostenbesparing

Het kweken van bomen, struiken (of heesters) en vaste planten in volle grond of in pot.
De indeling van de boomkwekerij producten is afhankelijk van de dienst die de tellingen uitvoert. Volgende cijfers zijn bekend voor Nederland en België:
| Nederland: areaal in ha (2013) | Nederland: areaal in ha (2013) |
| ------------------------------ | ------------------------------ |
| Vruchtbomen                    | 1589                           |
| Vaste planten                  | 1387                           |
| Besheesters                    | 156                            |
| Sierheesterklimplant           | 1601                           |
| Sierconifeer                   | 3163                           |
| Rozen                          | 455                            |
| Laan en parkbomen              | 4566                           |
| Buxus                          | 1502                           |
| Bos en haagplanten             | 2800                           |

| België: areaal in ha (2013)   | België: areaal in ha (2013) |
| ----------------------------- | --------------------------- |
| Beschermde teelt (onder glas) | 94                          |
| Bosbomen en -planten          | 649                         |
| Sierbomen en -planten         | 3917                        |
| Fruitbomen                    | 543                         |

Het boomkwekerij-areaal bleef zowel in Nederland (16.000 ha) als in België (5.128 ha) de jongste jaren (periode 2009 - 2013) nagenoeg gelijk.
Nederland telt 3.149 boomkwekerijen (2013), België telt 738 boomkwekers (2013). In beide landen daalt het aantal bedrijven elk jaar maar groeit de gemiddelde oppervlakte per bedrijf: 5,4 ha in Nederland (2013) en 7 ha in België (2012). Het kweken van bomen is een activiteit die al vele eeuwen bestaat. De boomkwekerijen groeiden aanvankelijk in bepaalde regio's. De oudste en grootste boomkwekerijregio's zijn Wetteren en Lesdain in België en Zundert, Boskoop (1.100 ha) en de Betuwe in Nederland. Buiten deze historische concentraties vind je tegenwoordig boomkwekerijen in alle regio's. De meeste bedrijven specialiseren zich in een bepaald type planten en/of bepaalde plantmaten. Voorbeelden van specialisaties zijn buxus, laurier, kerstbomen, bamboe's, rododendrons, vaste planten en rozen.

#### Bloeiende planten
Het kweken van planten die in bloei komen en als bloeiende plant verkocht worden. Deze planten worden hoofdzakelijk in pot geteeld. Bloeiende planten zijn - in hoofdzaak - seizoensgebonden. Ze worden hoofdzakelijk in de beschermende atmosfeer van een kas of serre geteeld. In Nederland is het areaal bloeiende planten onder glas in de periode 2000-2012 vrijwel stabiel gebleven (1313 ha). Het aantal bedrijven neemt echter gestaag af; van 1.512 in 2003 naar 826 in 2013. In België worden 955 ha bloeiende planten gekweekt (2013) waarvan 431 ha onder glas of plastic. De meest geteelde planten in België zijn azalea's (260 ha), perk- en balkonplanten (68 ha) en potchrysanten (279 ha). De azaleateelt zit geconcentreerd rond Gent en de Gentse azalea is een erkend streekproduct. Potchrysanten worden voor 95% buiten geteeld.

#### Groene planten
Groene planten zijn planten die gekweekt worden omwille van hun blad. Vaak zijn het planten om binnenshuis te plaatsen: deze planten overleven doorgaans niet in een West-Europese winter. Ze kunnen na de winter wel buiten geplaatst worden. Deze planten groeien steeds in een warme kas op. Gezien de hoge energiekosten en de slechte prijsvorming worden er steeds minder warme kasplanten geteeld in België en Nederland. Het areaal in Nederland loopt terug van 581 ha in 2000 tot 436 ha in 2013.

#### Snijbloemen
Op een kwekerij van snijbloemen zullen de bloemen steeds geknipt worden alvorens ze de kwekerij verlaten. De meeste snijbloemen worden ook in een warme kas geteeld. De laatste jaren is er een trend om deze bloemen in warmere continenten te gaan opkweken en ze via luchttransport (en meestal via een Nederlandse veiling) bij hun bestemming te brengen. Het areaal in Nederland is teruggelopen van 3.800 ha in 2000 tot 2.100 ha in 2012. De meest geteelde snijbloemen in Nederland zijn chrysanten (479 ha), rozen (384 ha) en orchideeën (212 ha).
In België worden in 2013 nog slechts 59 ha snijbloemen gekweekt.

#### Bloembollen
De productie van bloembollen is in Nederland van oudsher een belangrijke tuinbouwactiviteit. De teelt ontstond eind 16e eeuw rond Haarlem. Het gebied dat zich nu uitstrekt tussen Haarlem en Leiden werd uiteindelijk bekend als De Bollenstreek, waarin Lisse centraal ligt. Het areaal bevatte 23.000 ha in 2010 en de teelt heeft zich verspreid over gans Nederland. Het aantal telers daalde van 13.000 in de zestiger jaren naar 1.200 in 2010. De teelt van bloembollen bevat zowel de bloembol (tulp, hyacint, iris, lelie en narcis) als de knol (gladiolen, krokussen en dahlia's). Een knol is een ondergrondse stengel of worteldeel, een bloembol bestaat uit vlezige bladeren. In Vlaanderen bestaat de bloembollenproductie hoofdzakelijk uit knolbegonia's (regio Lochristi). De sector is klein in België.

## Kwekerijen van dieren
De plaats waar dieren gefokt (of gekweekt) worden noemt men in Vlaanderen ook een kwekerij. Op deze kwekerijen evolueert men snel naar gespecialiseerde bedrijven die één soort dier kweken/fokken. Voor verdere informatie, zie de volgende links:
| - Rundveehouderij - Varkenshouderij - Pluimveehouderij - Paardenfokkerij - Rendierhouderij | - Pelsdierfokkerij - Hondenfokker - Viskweek - Bijenteelt - Landbouw |